# Список серій South Park
Перелік і короткий опис епізодів анімаційного серіалу «Південний парк» від студії Comedy Central. Серіал бере свій початок в 1992 році, коли Трей Паркер і Метт Стоун під час навчання в університеті Колорадо намалювали короткометражний мультфільм «Дух Різдва. Ісус проти Фрості» (англ. "The Spirit of Christmas. Jesus vs. Frosty"). Прем'єра серіалу відбулася 13 серпня 1997 року; а 11 березня 2009 року з серією «Перстень» (англ. "The Ring") стартував тринадцятий сезон. Наразі контракт авторів серіалу подовжено до 2011 року, тобто після 13-го вийде ще як мінімум два сезони. Кожен з наступних сезонів міститиме по 14 серій, зрештою загальна кількість серій сягне 223. Станом на 17 березня 2008 року було випущено 182 епізоди «Південного парку».
Зараз перші дванадцять сезонів доступні на DVD в Регіоні 1 (Північна Америка). В Регіоні 2 (Європа) на DVD з'явилися перші дев'ять сезонів (всі тутешні релізи відрізняються від північноамериканських версій). Прем'єра повнометражного фільму «Південний Парк: Більший, довший і необрізаний» відбулася 30 червня 1999 року, коли створювався третій сезон.
Список впорядковано за часом виходу в ефір. Це пов'язано з тим, що в епізоді №802 згадуються події, які мали місце в епізоді №804, а святкування з нагоди сотої серії не збігаються зі створенням останньої хронологічно.

## Сезони
| Сезон | Сезон | К-сть серій | Рік виходу в ефір | Дата випуску DVD  | Дата випуску DVD  |
| Сезон | Сезон | К-сть серій | Рік виходу в ефір | Регіон 1 (США)    | Регіон 2 (Європа) |
| ----- | ----- | ----------- | ----------------- | ----------------- | ----------------- |
|       | 1     | 13          | 1997—1998         | 12 листопада 2002 | 7 травня 2001     |
|       | 2     | 18          | 1998—1999         | 3 червня 2003     | 28 травня 2001    |
|       | 3     | 17          | 1999—2000         | 16 грудня 2003    | 18 червня 2001    |
|       | 4     | 17          | 2000              | 29 червня 2004    | 16 квітня 2001    |
|       | 5     | 14          | 2001              | 22 лютого 2005    | 22 жовтня 2007    |
|       | 6     | 17          | 2002              | 11 жовтня 2005    | 17 березня 2008   |
|       | 7     | 15          | 2003              | 21 березня 2006   | 16 червня 2008    |
|       | 8     | 14          | 2004              | 29 серпня 2006    | 15 вересня 2008   |
|       | 9     | 14          | 2005              | 6 березня 2007    | 2 лютого 2009     |
|       | 10    | 14          | 2006              | 21 серпня 2007    | 6 квітня 2009     |
|       | 11    | 14          | 2007              | 12 серпня 2008    | 22 червня 2009    |
|       | 12    | 14          | 2008              | 10 березня 2009   | 19 жовтня 2009    |
|       | 13    | 14          | 2009              | 16 березня 2010   | 27 вересня 2010   |
|       | 14    | 14          | 2010              | 26 квітня 2011    | 19 вересня 2011   |
|       | 15    | 14          | 2011              | 27 березня 2012   | 2 липня 2012      |
|       | 16    | 14          | 2012              | очікується        | очікується        |

## Ранні мультфільми: 1992, 1995 роки
| Назва                                                                                        | Дата прем'єри | Код серії   | #           |  |
| -------------------------------------------------------------------------------------------- | ------------- | ----------- | ----------- |  |
| «Дух Різдва (Ісус проти Фрості)» The Spirit of Christmas. Jesus vs. Frosty                   | 1992          | даних немає | даних немає |  |
| Друзі оживляють сніговика і той намагається їх вбити.                                        |               |             |             |  |
|                                                                                              |               |             |             |  |
| «Дух Різдва (Ісус проти Санти)» The Spirit of Christmas. Jesus vs. Santa                     | 1995          | даних немає | даних немає |  |
| Ісус спускається з небес і запитує в друзів дорогу до супермаркету, де на нього чекає Санта. |               |             |             |  |

## Сезон 1: 1997—1998 роки
| Назва | Дата прем'єри   | Код серії | # |
| --- | --------------- | --------- | - |
| «Картмен та анальний зонд» Cartman Gets an Anal Probe | 13 серпня 1997  | 101       | 1 |
| Інопланетяни вживлюють передавач в сраку Картмена і викрадають Айка, молодшого брата Кайла. Стен намагається зав'язати відносини з Венді.                            |                 |           |   |
| |                 |           |   |
| «Вулкан» Volcano | 20 серпня 1997  | 103       | 2 |
| |                 |           |   |
| «Вигода ваги 4000» Weight Gain 4000 | 27 серпня 1997  | 102       | 3 |
| Картмен виграє національний конкурс творів і починає «набирати форму» за допомогою засобу «Вигода ваги 4000». Вручити йому приз приїжджає телезірка Кеті Лі Гіффорд. |                 |           |   |
| |                 |           |   |
| «Голубий пес» Big Gay Al’s Big Gay Boatride | 3 вересня 1997  | 104       | 4 |
| |                 |           |   |
| «І покохав слон свиню» An Elephant Makes Love to a Pig | 10 вересня 1997 | 105       | 5 |